# 烏穆爾盧
烏穆爾盧是土耳其的城鎮，位於該國西南部艾登以東12公里，由艾登省負責管轄，海拔高度80米，該鎮始建於十四世紀，2011年人口為11,399。